# Benjamin Justesen
Benjamin Wittrup Justesen (født 1. november 1979 i Skuldelev) er en forhenværende elite cykelrytter fra Danmark, der primært kørte mountainbike og cykelcross. Siden 2019 har han været landstræner for Danmarks cykelcrosslandshold.

## Karriere

### Mountainbike
I årene 2009 til 2011, og igen i 2014 og 2019 blev Justesen i disciplinen XCM dansk mester i mountainbike, ligesom han sikrede sig andenpladsen fem gange. I 2011 vandt han mesterskabet i XCO. I XCO er det også blevet til fire sølvmedaljer og tre i bronze.
I Januar 2022 blev han ansat som ungdomslandstræner i mountainbike.

### Cykelcross
Ved DM i cykelcross 2015 blev Benjamin Justesen kåret til dansk mester. Det skete efter at Sebastian Fini kom også først over stregen ved elite-herrernes løb. Efterfølgende blev han frataget titlen og dannebrogstrøjen, da samme rytter ikke kunne kåres til officiel dansk mester i både U23-klassen og herre-elite. Derfor blev Benjamin Justesen den nye officielle DM-vinder, og der blev lavet to resultatlister - en for alle herreryttere, og en uden alle U23-rytterne.
I marts 2019 blev han af Danmarks Cykle Union ansat som landstræner for det danske cykelcrosslandshold.

### Landevej
Fra 2006 til 2009 kørte Benjamin Justesen landevejsløb for UCI kontinentalholdet Vision Bikes som i 2009 skiftede navn til BlueWater Cycling. I 2016 kørte han for Team Giant Scatto U23.